# Комягин, Александр Валерьевич
Александр Валерьевич Комягин (30 сентября 1977, Рассказово, Тамбовская область — 1 марта 2000, высота 776, Чечня) — заместитель командира взвода 6-й парашютно-десантной роты 104-го гвардейского Краснознамённого парашютно-десантного полка 76-й гвардейской Черниговской Краснознамённой воздушно-десантной дивизии, гвардии сержант контрактной службы. Герой Российской Федерации (2000, посмертно)

## Биография
Родился 30 сентября 1977 года в городе Рассказово Тамбовской области в рабочей семье. Русский. Окончил 9 классов в школе № 1, затем профтехучилище № 23 по специальности «автослесарь».
В 1995 году был призван в Российскую Армию. Срочную службу проходил в мотострелковых частях Северо-Кавказского военного округа. Участвовал в Чеченской кампании в 1996 году. По окончании срока службы заключил первый контракт, затем было ещё два. Участвовал в боевых действиях в Таджикистане, в миротворческой миссии в Абхазии. Получил звание сержанта, контрактную службу проходил в должностях заместителя командира взвода, командиром минометного расчета в 201-й мотострелковой дивизии. Добился перевода в воздушно-десантные войска, в 76-ю гвардейскую воздушно-десантную дивизию.

### Подвиг
29 февраля 2000 года в составе 6-й парашютно-десантной роты гвардии сержант Комягин участвовал в операции по блокированию боевиков в районе Аргунского ущелья. В ходе боя, по рассказам очевидцев, он умело и оперативно менял позиции, ведя прицельный огонь по бандитам, не давая им возможности приблизиться к позициям десантников на высоте 776.0. Когда был тяжело ранен командир роты майор С. Г. Молодов, прикрывавший отход своих подчиненных, Комягин бросился спасать командира. Две попытки подобраться к офицеру оказались безуспешными, но он всё-таки сумел вытащить раненого с простреливаемой площадки. Однако спасти командира не удалось: ранение оказалось смертельным. Утром 1 марта боевики пошли в новую атаку, пытаясь сбросить десантников с занимаемой ими высоты. В этом бою гвардии сержант Комягин погиб.
Указом Президента РФ № 484 от 12 марта 2000 года за мужество и отвагу, проявленные при ликвидации незаконных вооруженных формирований в Северо-Кавказском регионе, гвардии сержанту Комягину Александру Валерьевичу посмертно присвоено звание Героя Российской Федерации.
Похоронен на родине, на Центральном кладбище города Рассказово, рядом с мемориалом погибшим в годы Великой Отечественной войны.

## Память
Именем Александра Комягина названы улица и школа № 1 в Рассказово. На здании школы открыта мемориальная доска. В городе проводятся различные спортивные мероприятия в честь Героя.